# Іґнац Плеєль
Іґнац Йозеф Плеєль (нім. Ignaz Josef Pleyel; 18 червня 1757 – 14 листопада 1831) — французький композитор і видавець австрійського походження, засновник фортепіанної фабрики «Плеєль», яка існує і сьогодні. 

## Біографія
Іґнац Плеєль народився 18 липня 1757 року в Рупперсталі (поблизу Відня) в родині шкільного вчителя Мартіна Плеєля. Він був 24-ю дитиною з 38 дітей в сім'ї. Навчався композиції у Йозефа Гайдна (1772—77) і грі на скрипці і фортепіано у Й. Б. Ванхаля, удосконалювався в Італії, де подружився з багатьма відомими композиторами ( Доменіко Чімароза, Джованні Паїзієлло та ін.). Дозволити собі навчання він зміг завдяки спонсорам-аристократам, які повірили в його талант, зокрема, угорському графу Ладіслаусу Ердьоді. В Італії Плеєль написав оперу «Іфігенія», яка з успіхом була поставлена в Неаполі в 1785 році. 
З 1783 року Плеєль служив капельмейстером в Страсбурзі. У 1791—92 роках диригував лондонським оркестром музичного товариства «Професійні концерти». З 1795 року жив у Парижі, де заснував одну з кращих французьких фірм з виробництва фортепіано «Плеєль» (1807). Через успіх в комерції Плеєль поступово перестав писати, незважаючи на те, що в перші роки перебування у Франції активно займався композиторською творчістю. 
Залишивши справи в 1824 році, Плеєль переїхав у село за 50 кілометрів від Парижа. На схилі років він вже розумів, що його твори вже втрачають популярність на тлі романтизму, що зароджувався. Помер Плеєль 14 листопада 1831 року поблизу Парижа. Похований на кладовищі Пер-Лашез. 

## Творчість
За життя композитора найбільшу популярність здобули його твори,які є відгуком на революційні події у Франції. У їх числі — «Гімн свободи» (1791), написаний на слова Руже де Ліля, і симфонія «Революція 10 серпня, або Алегоричний сполох» (1793) — монументальний твір для хору, оркестру та семи дзвонів. Одна з тем «Гімну свободи» має щось спільне з початком фіналу 5-ї симфонії Бетховена. 
Твори Плеєля відзначаються елегантністю і красою мелодій. Його струнні квартети оцінив В. А. Моцарт.

## Твори
- Опери:

- «Фея Ургела» (Відень, 1776 )
- «Іфігенія в Авліді» (Неаполь, 1785 )

- «Суд Паріса» (балет-пантоміма, Париж 1793)
- Твори для оркестру:

- 29 симфоній
- 5 концертних симфоній
- Серенади
- Концерти з оркестром для фортепіано, для скрипки, альта, віолончелі, кларнета

- Камерно-інструментальні ансамблі:

- Дуети
- Тріо
- 45 струнних квартетів
- 6 квартетів з флейтою
- Струнні квінтети
- Струнні секстети
- Септет для струнних
- 2 валторн і контрабаса

та ін. 